# Éric II de Poméranie
Pour les articles homonymes, voir Éric II.
Éric II de Poméranie (~1425 - 5 juillet 1474) est duc de Poméranie-Wolgast, en Poméranie centrale et de Szczecin. Il est le fils de Warcisław IX de Poméranie et de Sophie de Saxe-Lauenbourg.

## Biographie
Éric II succède à son père en 1457 comme duc à Wolgast. En 1459, comme époux de l'héritière Sophie de Poméranie-Słupsk, il devient duc de Słupsk et de Slawno. En 1464, après la mort de la peste d'Otto III de Poméranie, il devient duc à Szczecin où, malgré l'opposition de Frédéric II de Brandebourg, il règne jusqu'à sa mort.
Son frère Warcislaw X, corégent à Barth Rügen depuis 1457, lui succède, en 1459 à Wolgast jusqu'à son décès en 1478. Bogusław X de Poméranie, le fils d'Éric II, duc de Szczecin réunifie alors, pour la première fois depuis 200 ans, l'ensemble des possessions familiales.

## Union et postérité
Eric II de Poméranie épouse le 11 novembre 1451 Sophie de Poméranie-Słupsk, une fille de Bogusław IX de Poméranie dont :
- Sophie (1460-1504), épouse Magnus II de Mecklembourg le 24 et 31 mai 1478 à Anklam
- Marguerite (morte le 27 mars 1526), épouse Balthazar de Mecklembourg vers 1487
- Elisabeth, prieure des Bénédictines de Kreis près de Demmin de 1494 à 1516
- Bogusław X de Poméranie
- Catherine (mort en 1526), épouse Henri Ier de Brunswick-Wolfenbüttel
- Casimir VII (1455 - entre le 8 et le 15 septembre 1474 de la peste)
- Marie (mort en 1512), abbesse à Köslin en 1481, puis à Wolin en 1490
- Warcislaw (~1455 - ~1475)
- Barnim [~1465 - 1474)

## Bibliographie

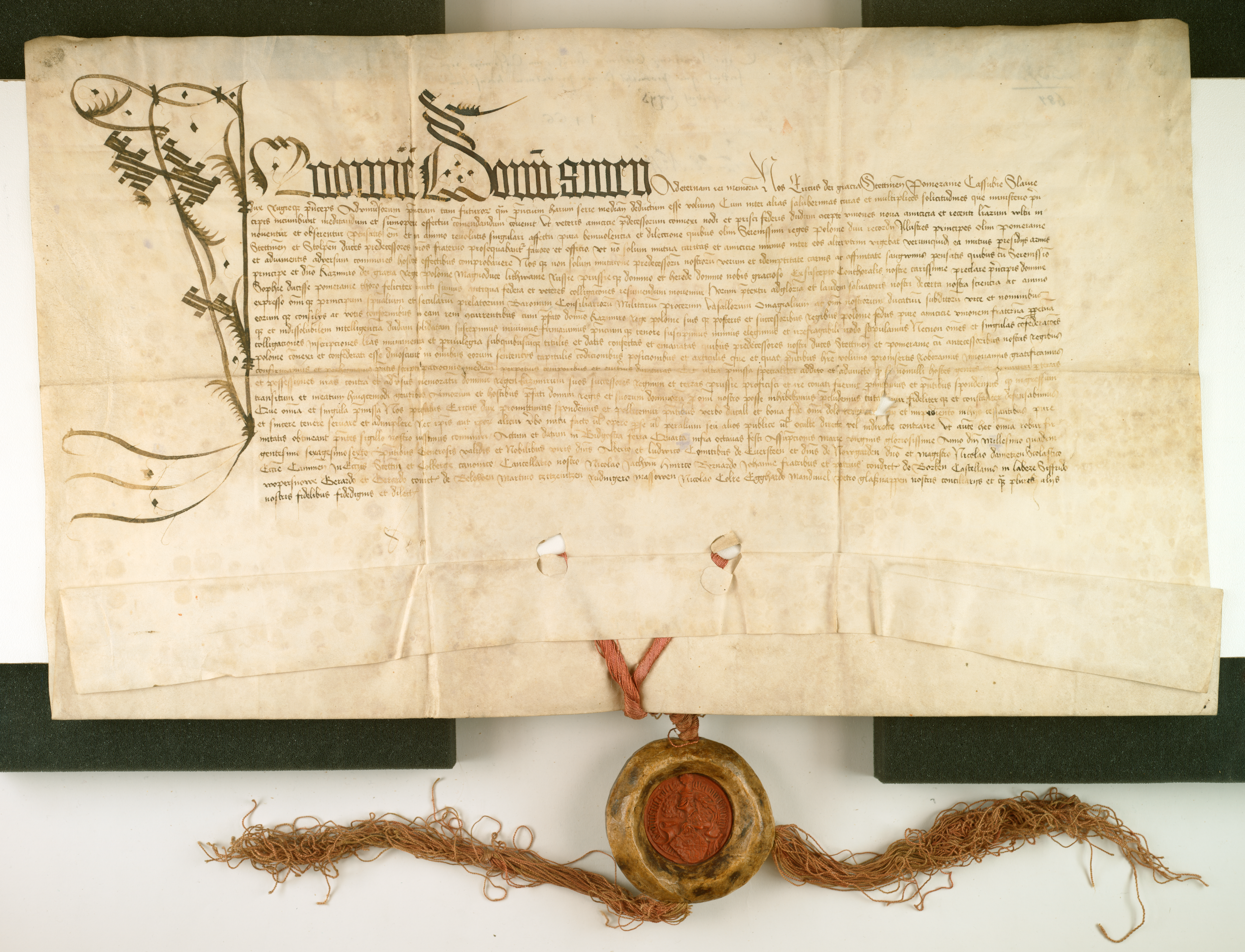
Acte d'alliance avec Casimir IV Jagellon en 1466

## Source de la traduction
- (en) Cet article est partiellement ou en totalité issu de l’article de Wikipédia en anglais intitulé « Eric II, Duke of Pomerania » (voir la liste des auteurs).